# Fatima Ali
Fatima Ali, née à Lahore le 8 août 1989 et morte à San Marino le 25 janvier 2019, est une cheffe cuisinière queer pakistano-américaine et candidate d'émissions de télévision culinaires, connue pour ses apparitions dans l'émission de télé-réalité Chopped et dans une version américaine de Top Chef, et pour avoir remporté à titre posthume deux prix de la James Beard Foundation pour ses écrits.

## Enfance et formation
Fille d'une enseignante, Farazeh Durrani et d'un avocat, Ashtar Ausaf Ali, procureur général du Pakistan de 2016 à 2018 et de nouveau de 2022 à 2023,, Fatima Ali est née à Lahore le 8 août 1989 et a grandi à Karachi et à Lahore,. Elle fait ses études secondaires à la Karachi Grammar School. Elle apprend à cuisiner auprès de son père, de sa grand-mère et du cuisinier de sa famille, Qadir,. Elle émigre en Amérique à dix-huit ans pour fréquenter le Culinary Institute of America dont elle est diplômée en 2011,.

## Carrière
Elle commence sa carrière culinaire en tant que sous-cheffe junior au Café Centro à New York. En 2012, elle remporte le deuxième épisode de la douzième saison de l'émission culinaire Chopped sur la chaine Food Network, ce qui lui vaut un prix de 10 000 $. Elle poursuit sa carrière à New York, devenant la plus jeune sous-cheffe à la trattoria Stella 34 du Macy's d'Herald Square, puis sous-cheffe de La Fonda del Sol.
En 2017, candidate à l'émission Top Chef : Colorado, elle est élue favorite des fans, tout en terminant à la septième place.

## Maladie et mort
Après avoir participé à Top Chef, Fatima Ali apprend qu'elle est atteinte d'un sarcome d'Ewing et subit une intervention chirurgicale au Memorial Sloan Kettering Cancer Center en janvier 2018. Son cancer est en rémission après une chimiothérapie et en avril 2018, elle cuisine en public au festival Food and Wine de Pebble Beach. Elle annonce cependant en octobre 2018 que son cancer est réapparu, en phase terminale. Elle décède au domicile de sa famille à San Marino, en Californie, le 25 janvier 2019, à l'âge de 29 ans.
Elle est inhumée au cimetière Bagh-e-Rehmat de Lahore, au Pakistan.

## Ouvrage et prix posthumes
Elle reçoit en 2019, à titre posthume, un prix de la fondation James Beard, dans la catégorie « Personal Essay, Short Form », pour un article publié sur le site du magazine culinaire américain Bon appétit le jour de son décès.
Une semaine d'entretiens avec Tarajia Morrell en janvier 2019 au service de cancérologie de l'UCLA Medical Center aboutit à la publication posthume de l'ouvrage Savor, A Chef's Hunger for More, qui inclut aussi des textes de la cheffe et des chapitres écrits par sa mère. L'ouvrage est également récompensé d'un prix de la fondation James Beard, en 2023, dans la catégorie « Literary Writing ».

## Vie privée
Dans l'ouvrage Savor, elle évoque ses relations amoureuses avec des femmes et des hommes et se définit comme « queer ».